# Nointel (Oise)
Pour les articles homonymes, voir Nointel.
Nointel est une commune française située dans le département de l'Oise en région Hauts-de-France. Ses habitants sont appelés les Nointellois et les Nointelloises.

## Géographie

### Localisation et communes limitrophes

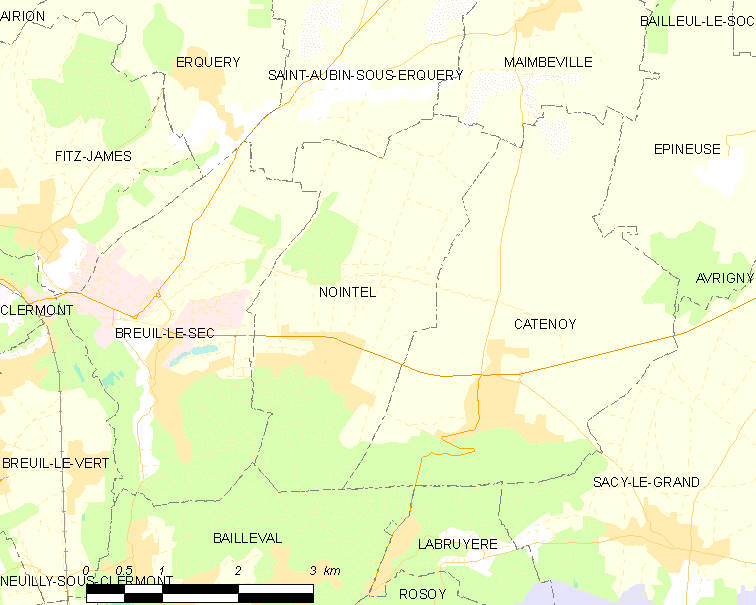
Communes limitrophes

La commune de Nointel se situe à 60 kilomètres au sud d'Amiens, à 30 kilomètres à l'est de Beauvais, à 25 kilomètres à l'ouest de Compiègne et à 58 kilomètres au nord de Paris.
|               | Saint-Aubin-sous-Erquery | Maimbeville |
| Breuil-le-Sec | Nointel                  | Catenoy     |
|               | Bailleval                |             |

### Topographie et géologie
Il s'agit d'une grande commune dont le territoire comprend une partie dans la plaine qui constitue la région septentrionale du canton de Liancourt et s'appuie au sud sur le prolongement des coteaux du bois des Côtes. La commune s'étend entre 53 mètres et 158 mètres au-dessus du niveau de la mer. La mairie du village se situe à 57 mètres d'altitude. Le point le plus élevé du territoire se situe au sommet du bois tandis que le point le plus bas se trouve à l'ouest du village, en limite de Breuil-le-Sec. On relève 81 mètres au lieu-dit le Gibet, à l'entrée du bois de Nointel, 61 mètres dans le village, 100 mètres au Puits-Hideux et à l'Aiguillon-Saint-Jean, 112 mètres à la Couarde, 116 mètres au-delà de cette ferme, à l'angle nord-ouest du territoire.
Le grand plateau crayeux de Picardie a sa limite sur le territoire, avec Catenoy. La craie blanche paraît au nord du village. Tout le pays situé au nord d'une ligne tirée de la butte de Sacy-le-Grand à Villers (Catenoy), et au-delà du bas du chef-lieu, est crayeux. Il y a près du bois de Nointel quelques dépôts de sable peu épais. L'escarpement au-dessus de Nointel laisse voir dans le bas, du sable quartzeux rubané, à gros grains verts. Le talus des coteaux est couvert d'un dépôt sablonneux formant terrasse, qui paraît avoir été  transporté ou remanié par les eaux. La commune se trouve en zone de sismicité 1, c'est-à-dire très faiblement exposée aux risques de tremblement de terre.

### Hydrographie
La commune est située dans le bassin Seine-Normandie. Elle n'est drainée par aucun cours d'eau,.
Des sources sont nombreuses dans la partie boisée. Par contre, la ferme de la Couarde ne trouve d'eau naturelle qu'à une grande profondeur, comme tous les villages de la zone crayeuse du plateau picard, soit 80 mètres environ. Dans le bois des côtes, se trouve une source captée au lieu-dit des Raques. Un réservoir se situe à proximité de l'église. On peut également remarquer deux mares : l'une rue du Saulon et l'autre rue des Boues. Un large fossé sur la place de la mairie permet de recevoir les eaux de pluie. Les zones les plus basses du territoire, comprises entre la route départementale 931 et le bois des Côtes, se trouvent au-dessus de plusieurs nappes phréatiques.

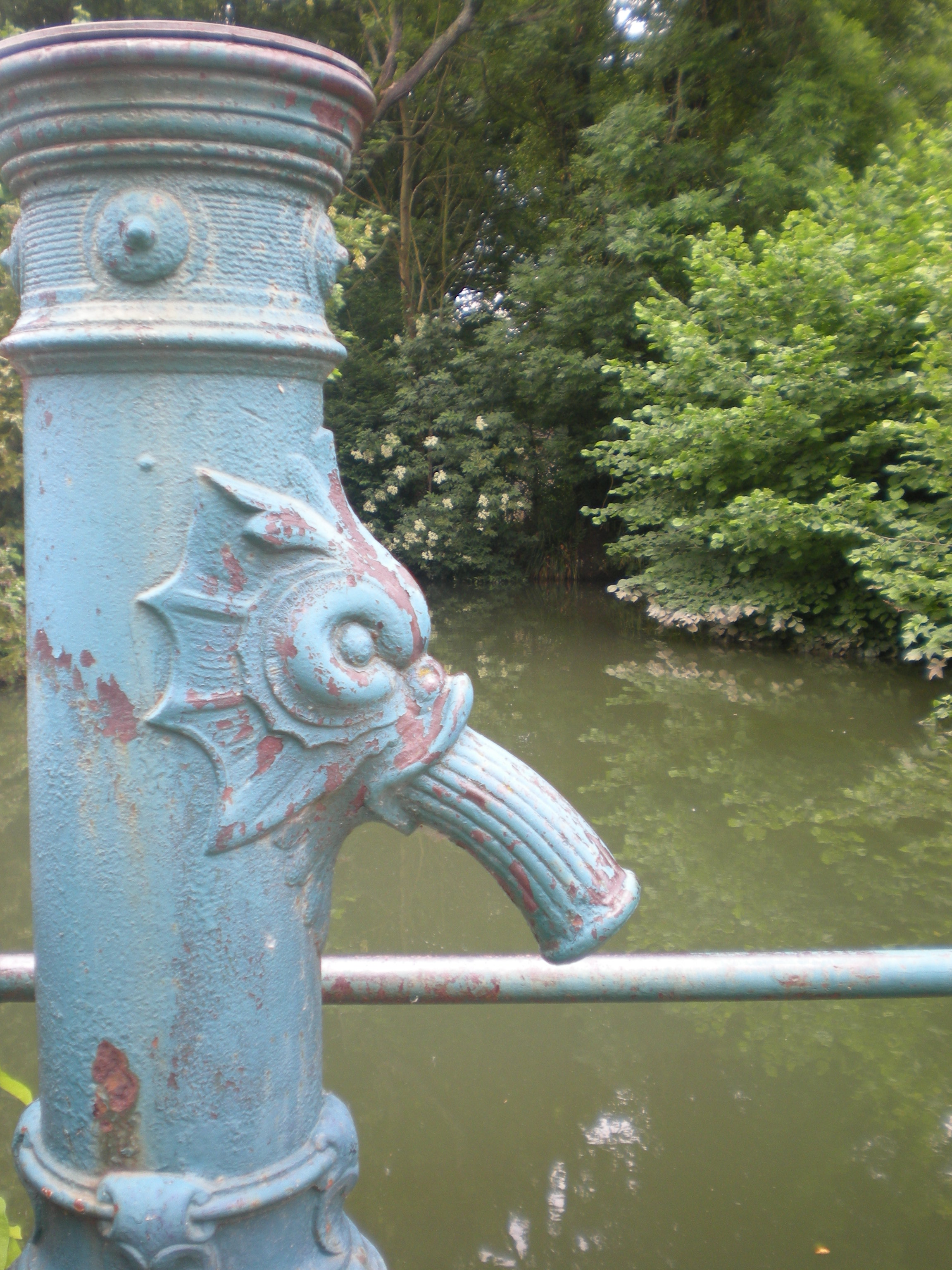
L'une des deux mares du village, rue des Boues.
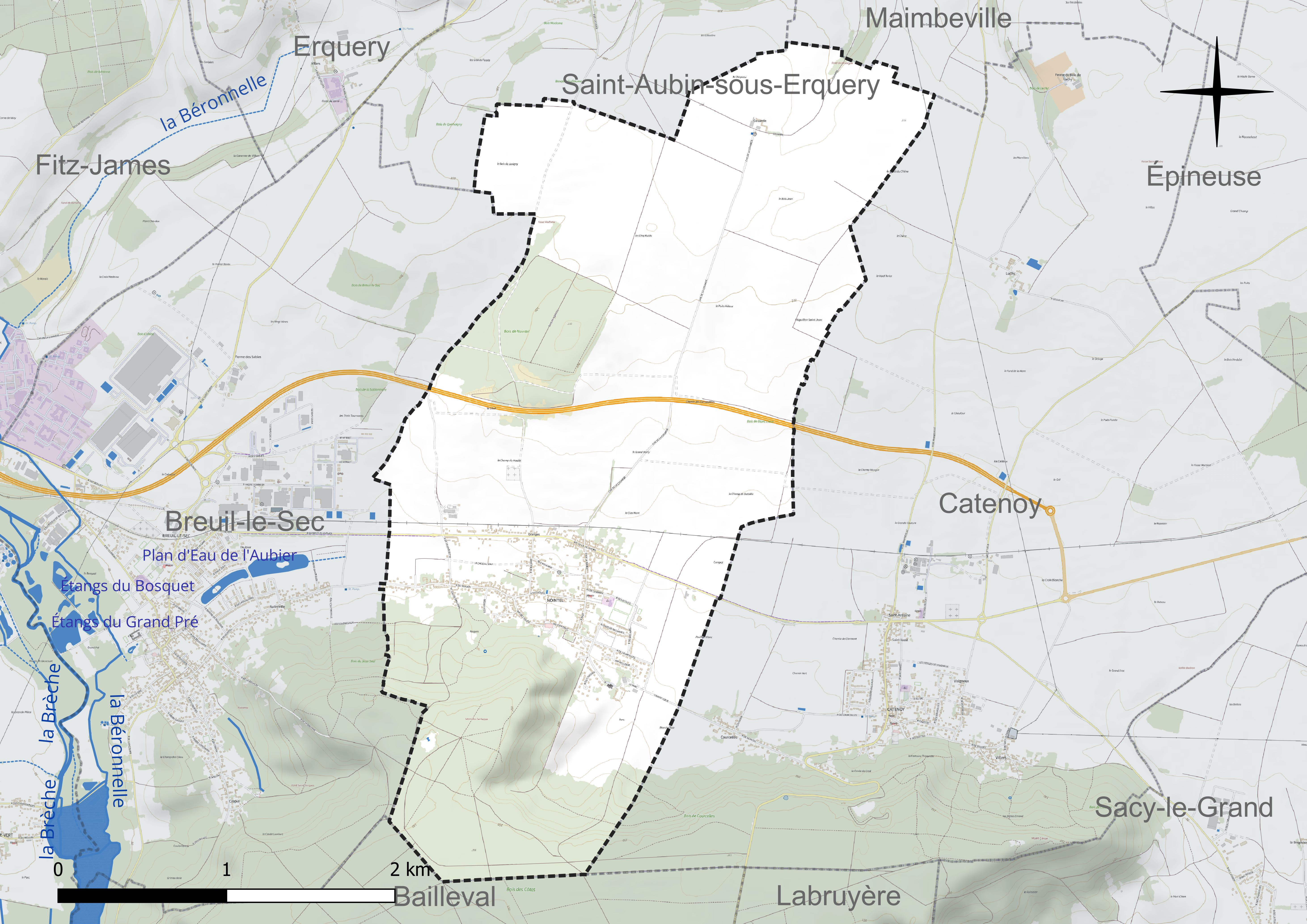
Réseau hydrographique de Nointel.

### Climat
Pour des articles plus généraux, voir Climat des Hauts-de-France et Climat de l'Oise.
En 2010, le climat de la commune est de type climat océanique dégradé des plaines du Centre et du Nord, selon une étude du CNRS s'appuyant sur une série de données couvrant la période 1971-2000. En 2020, Météo-France publie une typologie des climats de la France métropolitaine dans laquelle la commune est exposée à un climat océanique et est dans la région climatique  Nord-est du bassin Parisien, caractérisée par un ensoleillement médiocre, une pluviométrie moyenne régulièrement répartie au cours de l'année et un hiver froid (3 °C).
Pour la période 1971-2000, la température annuelle moyenne est de 10,7 °C, avec une amplitude thermique annuelle de 14,6 °C. Le cumul annuel moyen de précipitations est de 689 mm, avec 11,2 jours de précipitations en janvier et 8,3 jours en juillet. Pour la période 1991-2020, la température moyenne annuelle observée sur la station météorologique la plus proche, située sur la commune de Creil à 13 km à vol d'oiseau, est de 11,2 °C et le cumul annuel moyen de précipitations est de 662,2 mm,. Pour l'avenir, les paramètres climatiques de la commune estimés pour 2050 selon différents scénarios d'émission de gaz à effet de serre sont consultables sur un site dédié publié par Météo-France en novembre 2022.

### Milieux naturels
Hormis les zones bâties qui représentent 6,2 % du territoire sur 58 hectares, la commune se compose à 65 % de cultures sur 612 hectares. Les espaces boisés, qui rassemblent le bois des Côtes au sud, les bois de Nointel et de Blanc Lieue au nord ainsi qu'une parcelle boisée dans le fond de la Gorgue constituent 237 hectares de la superficie, soit 25,3 %. On compte 19 hectares de vergers et prairies (2 %), 5 hectares de terrains nus, 4 hectares de délaissés urbains et ruraux ainsi que 2.5 hectares de landes. Le territoire communal comportait à l'origine une plus grande surface boisée comme en témoignent les lieux-dits du bois de Juvigny et du bois Jean. Le bois des côtes constitue une zone Zone naturelle d'intérêt écologique, faunistique et floristique de type 1. Il est traversé par quelques corridors écologiques potentiels.

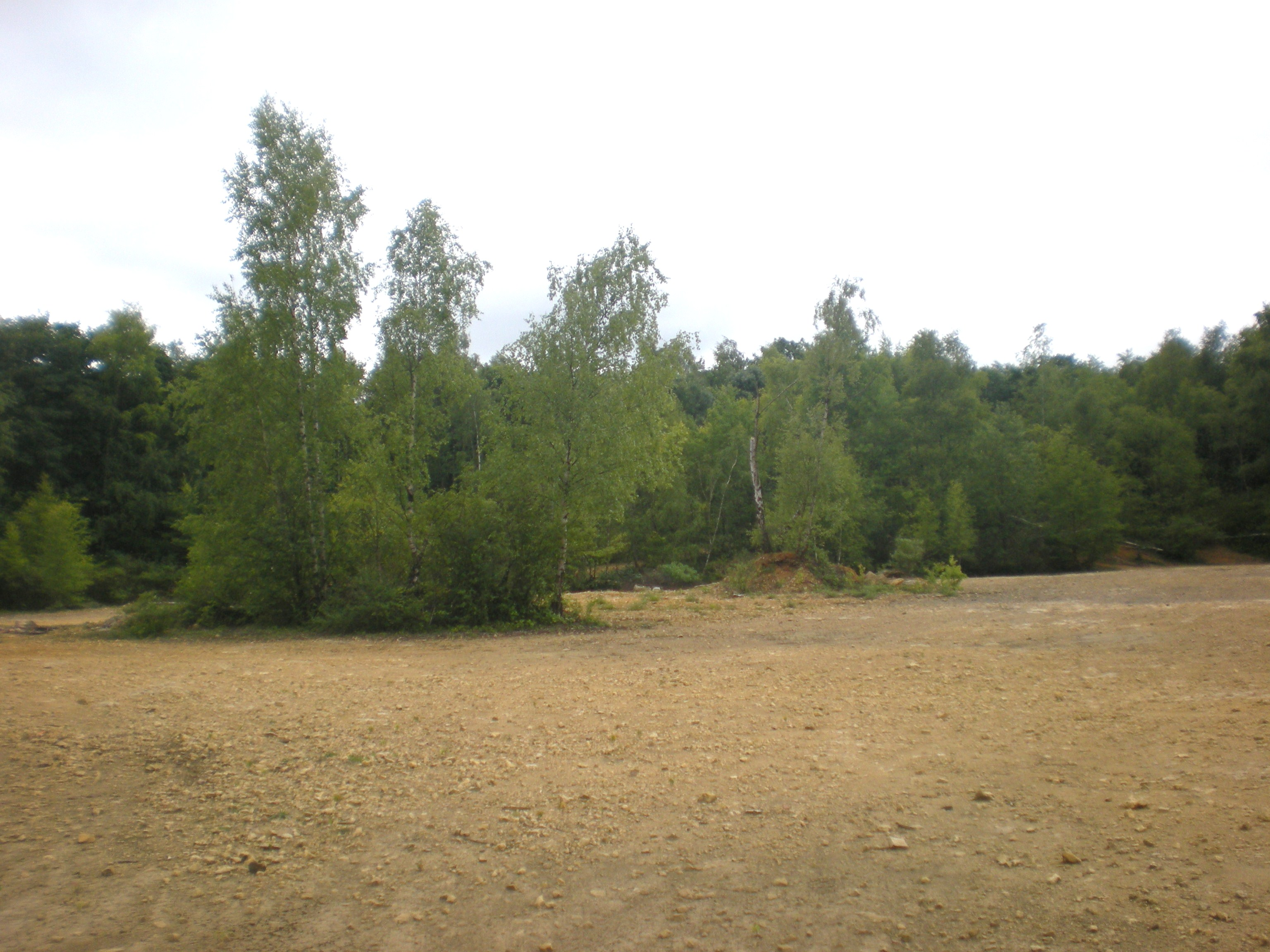
Clairière dans le bois des Côtes, au sud de la commune.
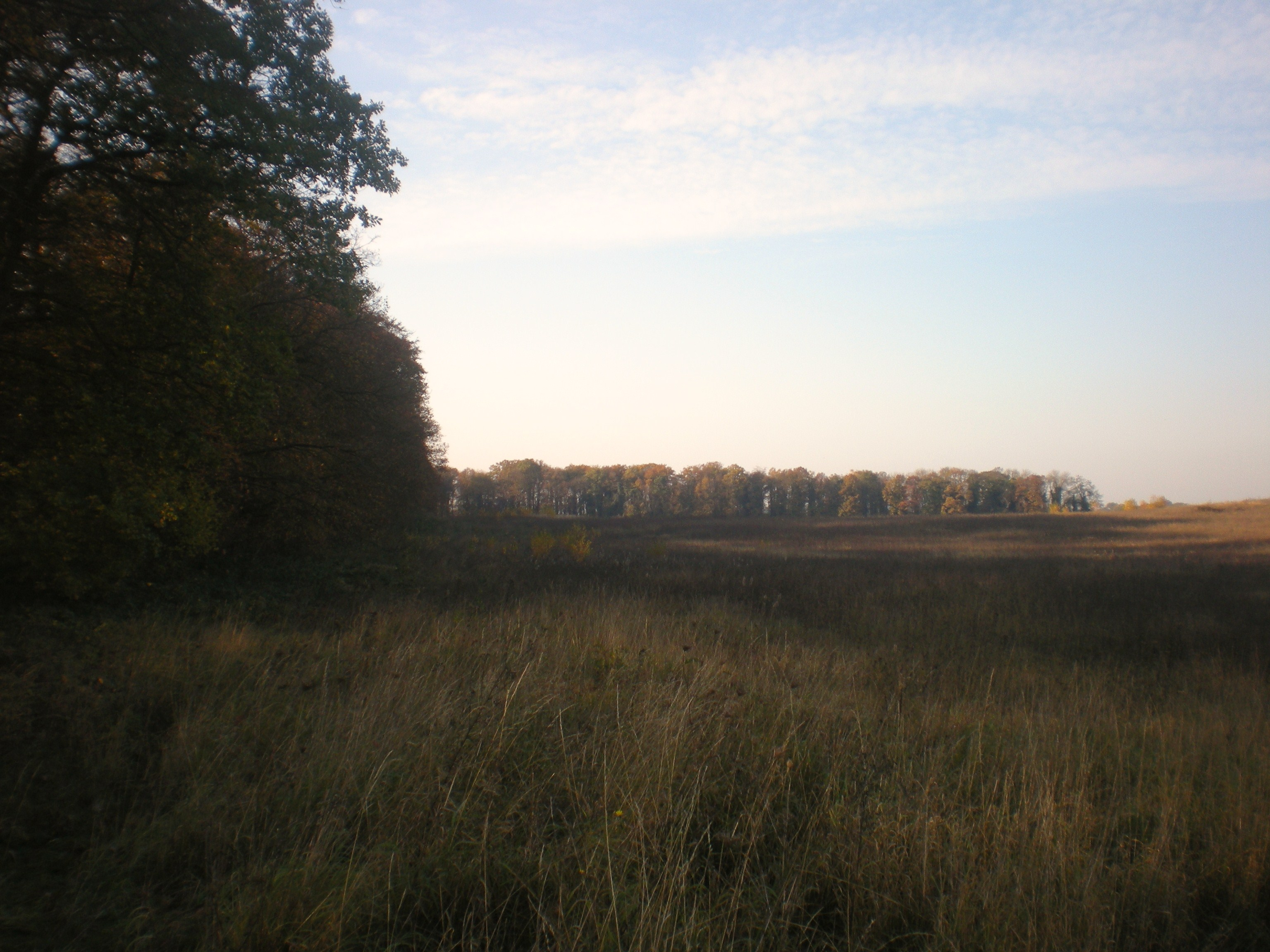
Le bois de Nointel, au nord du village.

## Urbanisme

### Typologie
Au 1er janvier 2024, Nointel est catégorisée ceinture urbaine, selon la nouvelle grille communale de densité à sept niveaux définie par l'Insee en 2022.
Elle est située hors unité urbaine. Par ailleurs la commune fait partie de l'aire d'attraction de Paris, dont elle est une commune de la couronne,.

### Occupation des sols
L'occupation des sols de la commune, telle qu'elle ressort de la base de données européenne d'occupation biophysique des sols Corine Land Cover (CLC), est marquée par l'importance des territoires agricoles (67,2 % en 2018), une proportion sensiblement équivalente à celle de 1990 (67 %). La répartition détaillée en 2018 est la suivante : 
terres arables (67,1 %), forêts (22,1 %), zones urbanisées (8,1 %), milieux à végétation arbustive et/ou herbacée (2,7 %), zones agricoles hétérogènes (0,1 %). L'évolution de l'occupation des sols de la commune et de ses infrastructures peut être observée sur les différentes représentations cartographiques du territoire : la carte de Cassini (XVIIIe siècle), la carte d'état-major (1820-1866) et les cartes ou photos aériennes de l'IGN pour la période actuelle (1950 à aujourd'hui).

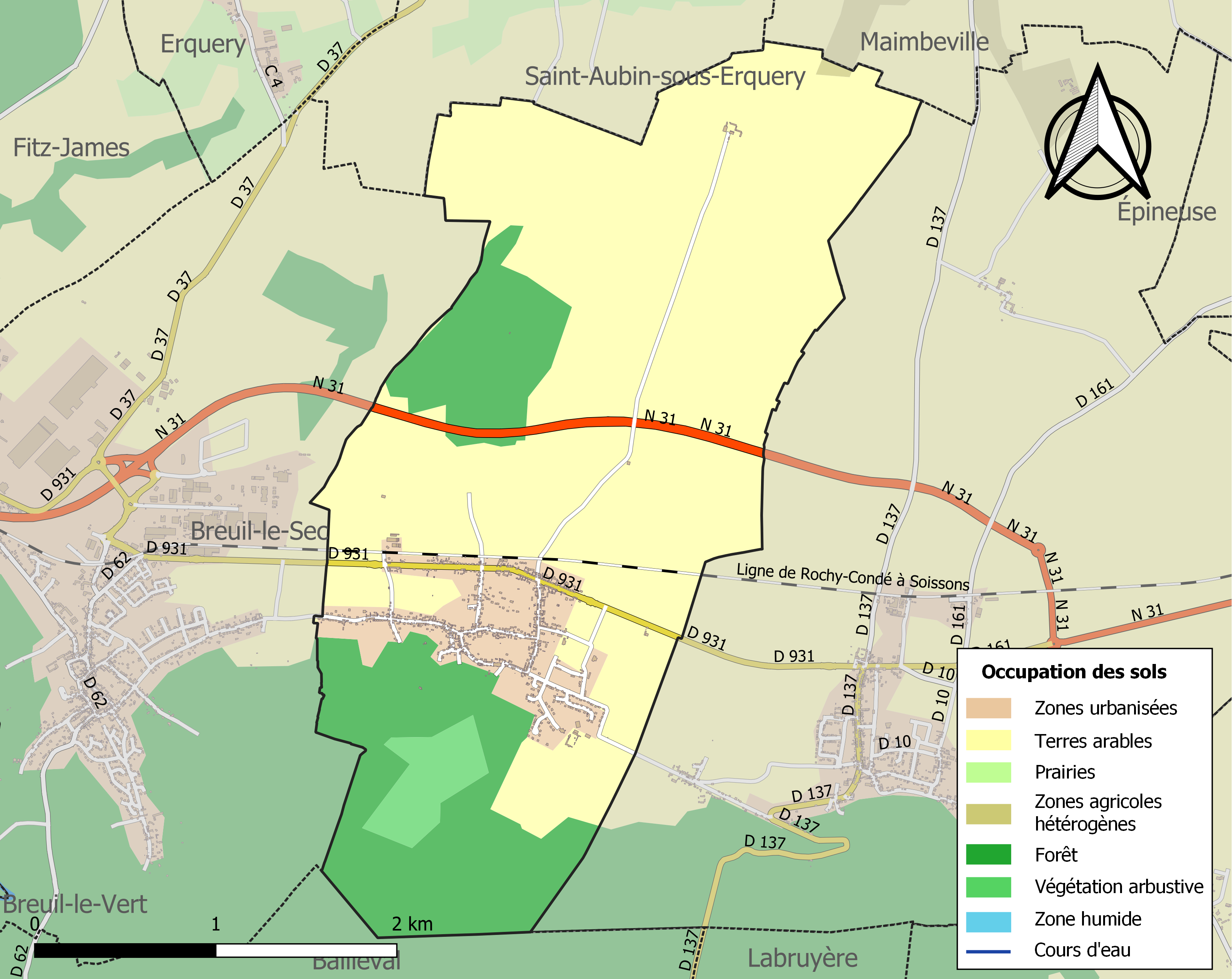
Carte des infrastructures et de l'occupation des sols de la commune en 2018 (CLC).

### Voies de communications et transports
La route nationale 31, de Rouen à Reims, passe au nord du chef-lieu. C'est une artère transversale de grande importance, surtout pour le passage de marchandises, en reliant le bassin maritime du Havre-Rouen au bassin industriel de l'est. Le village se situe au kilomètre 110 de cette route. Depuis juillet 2012, l'ancienne route a été déclassée en D931 à la suite de la déviation en voie rapide du village, qui reliera à terme Beauvais à Compiègne. Plusieurs routes communales relient la commune aux villages limitrophes de Breuil-le-Sec et de Catenoy.
La voie ferrée secondaire de Beauvais à Clermont et Compiègne avait autrefois une halte desservant la localité. Inaugurée le 15 avril 1879 entre Clermont et le Bois-de-Lihus, le trafic voyageur cessa le 15 mai 1939. La voie fut déclassée entre le hameau de Froyères (Choisy-la-Victoire) et Estrées-Saint-Denis en 1964 en condamnant la halte communale. Aujourd'hui, la section restante est utilisée pour le trafic de marchandises et la gare a été transformée en habitation.
La gare ferroviaire la plus proche de la commune est celle de Clermont, sur la ligne de Paris-Nord à Lille, se trouvant à 5 kilomètres à l'ouest La gare de Liancourt - Rantigny, sur la même ligne, se situe à 5,7 kilomètres au sud-ouest.
La commune est desservie, en 2023, par les lignes 660, 682, 6348 et 6356 du réseau interurbain de l'Oise.
L'aéroport de Beauvais-Tillé se trouve à 28,5 km à l'ouest de la commune et l'aéroport de Paris-Charles-de-Gaulle se trouve à 41,2 km au sud. Il n'existe aucune liaison entre la commune et ces aéroports par des transports en commun.
La commune est traversée par la variante de l'avenue verte reliant Londres à Paris. Son itinéraire suit les rues de Courcelles, Biot, des Boues et du Saulon. Le circuit de randonnée no 12 du GEP Centre Oise traverse également le territoire par le village et le bois des Côtes. Une section de la Trans'Oise, voie verte départementale, longe la D 931 de Breuil-le-Sec jusqu'à Catenoy, en vue d'être prolongée à terme vers Compiègne.

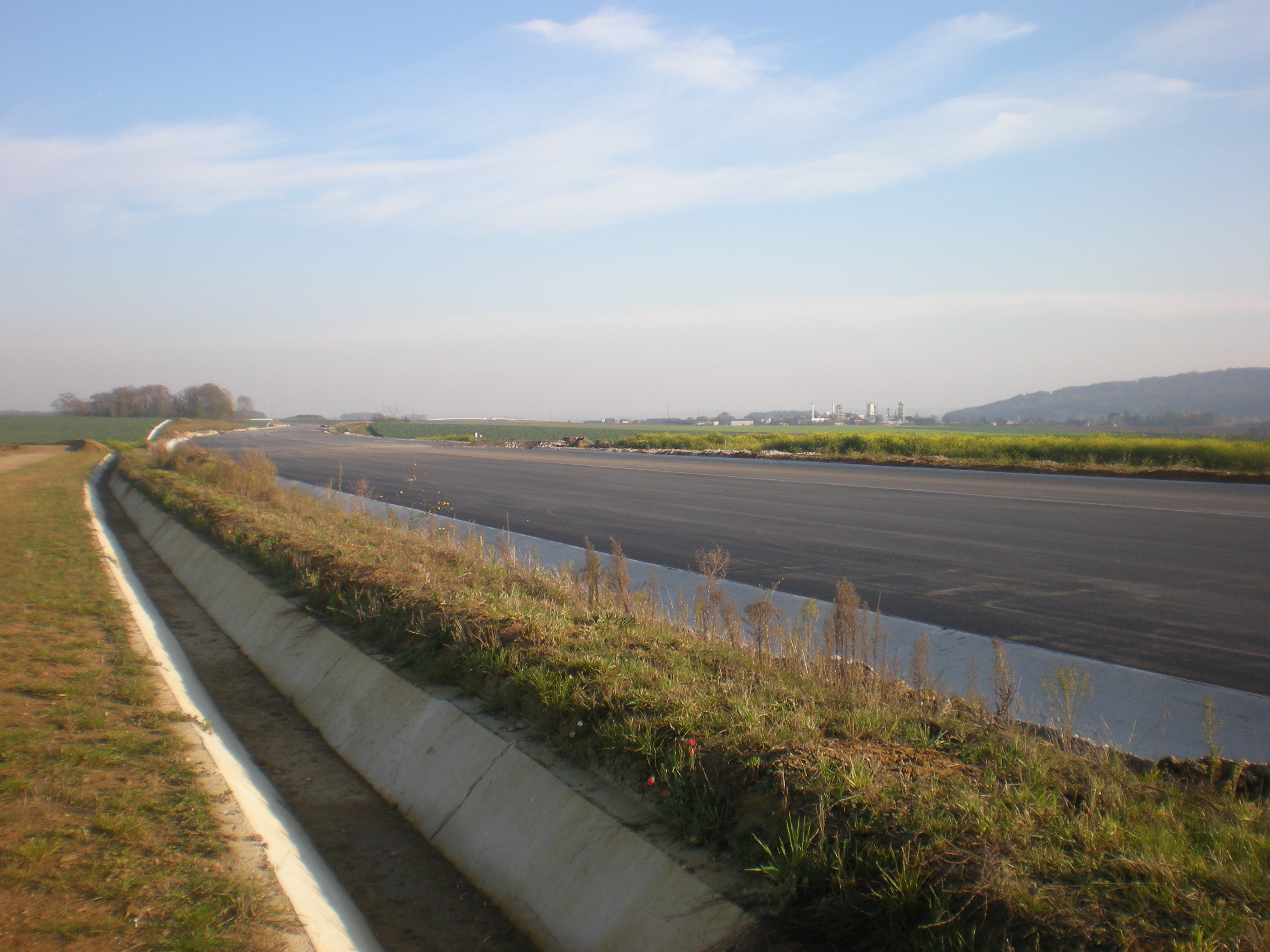
La déviation de la route nationale 31 en construction (novembre 2011).
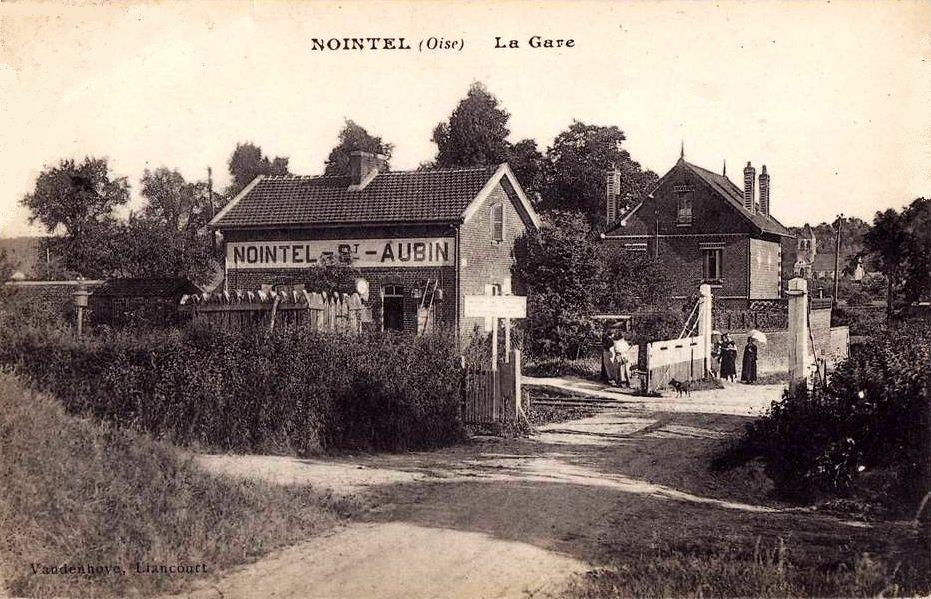
L'ancienne gare de Nointel - Saint-Aubin, sur la ligne de Rochy-Condé à Soissons
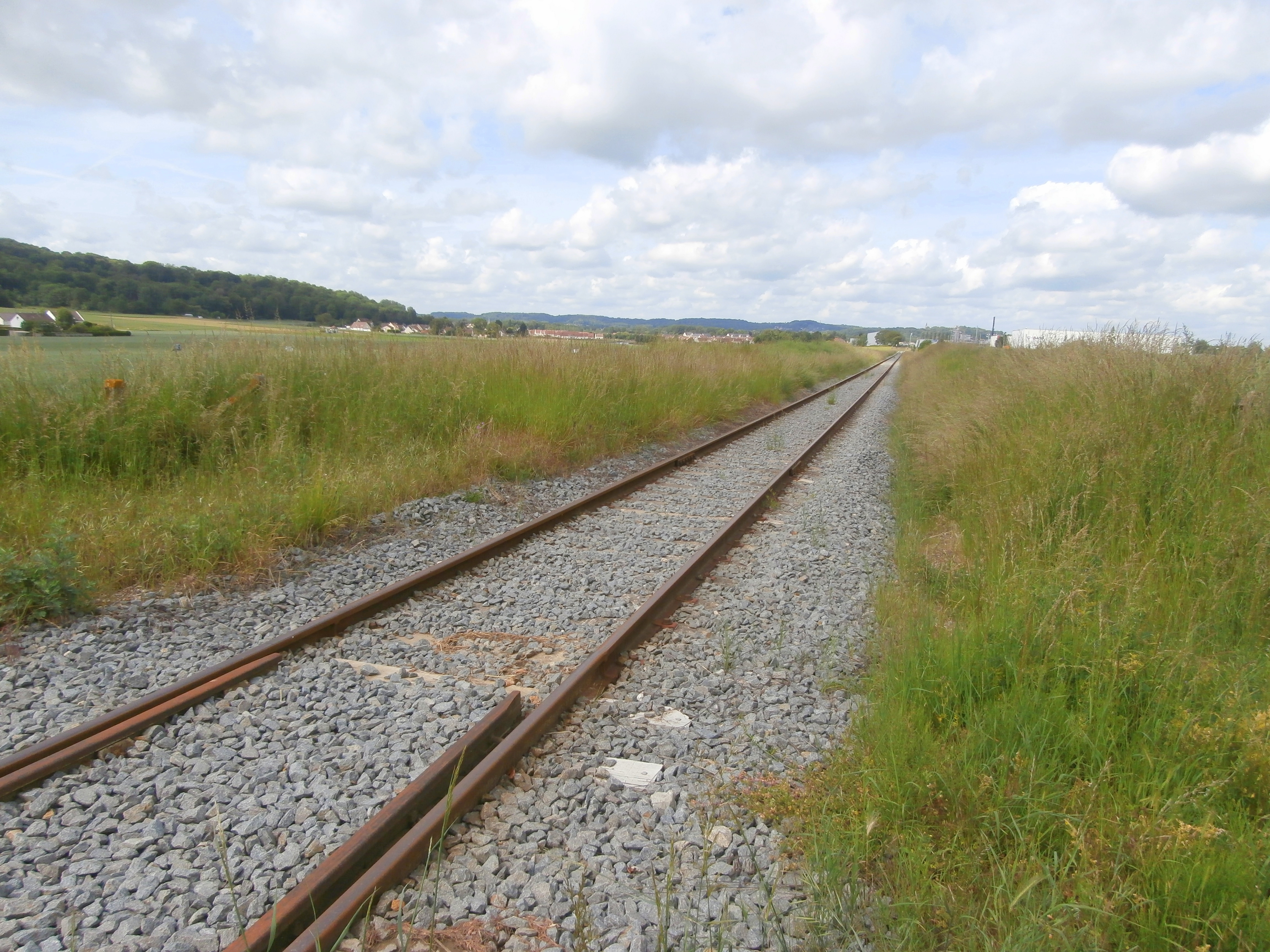
La ligne Rochy-Condé - Soissons depuis le passage à niveau de la rue de la Croisette.
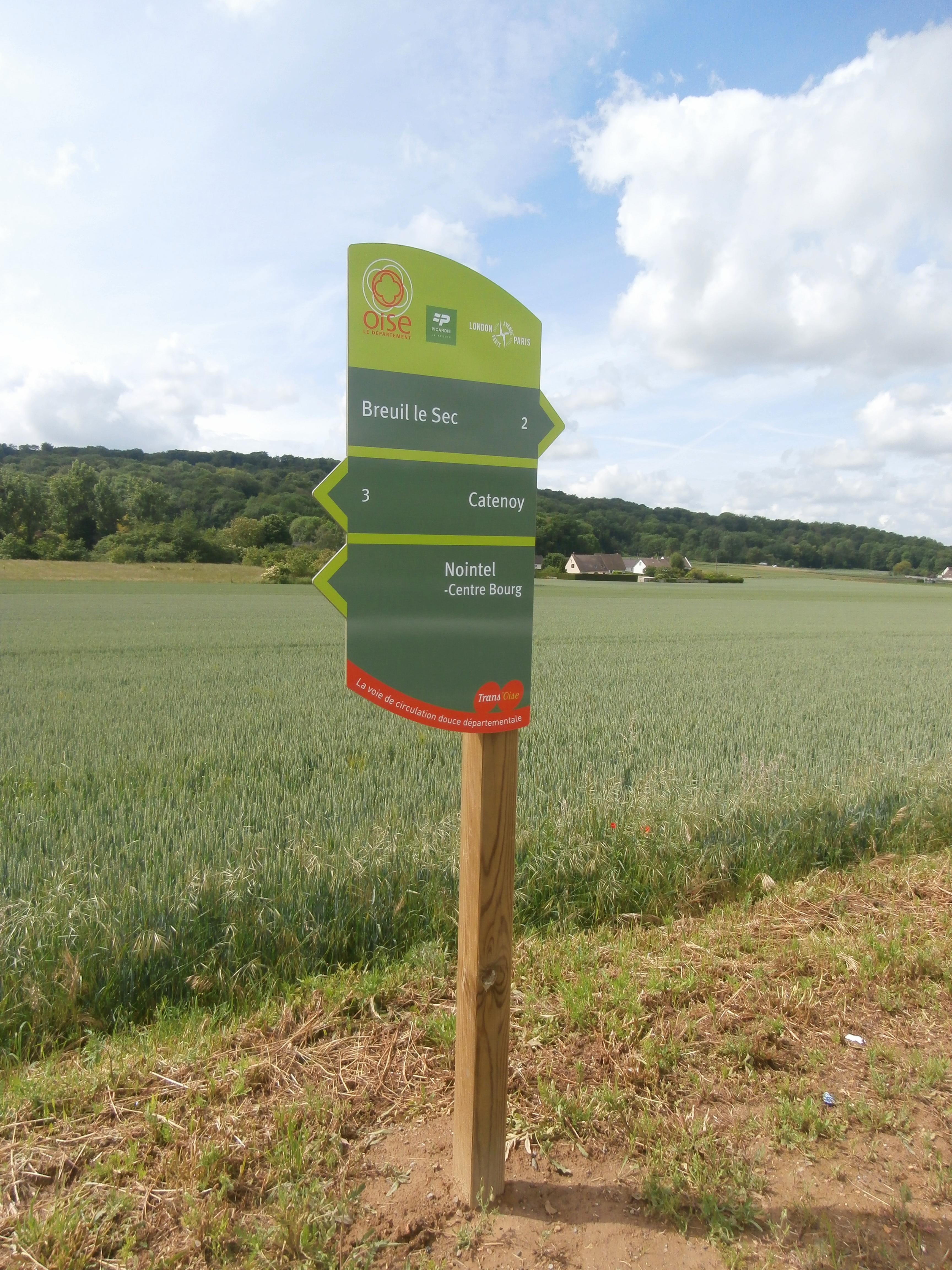
Panneau de signalisation de la Trans'Oise le long de la D 931 entre Nointel et Breuil-le-Sec.
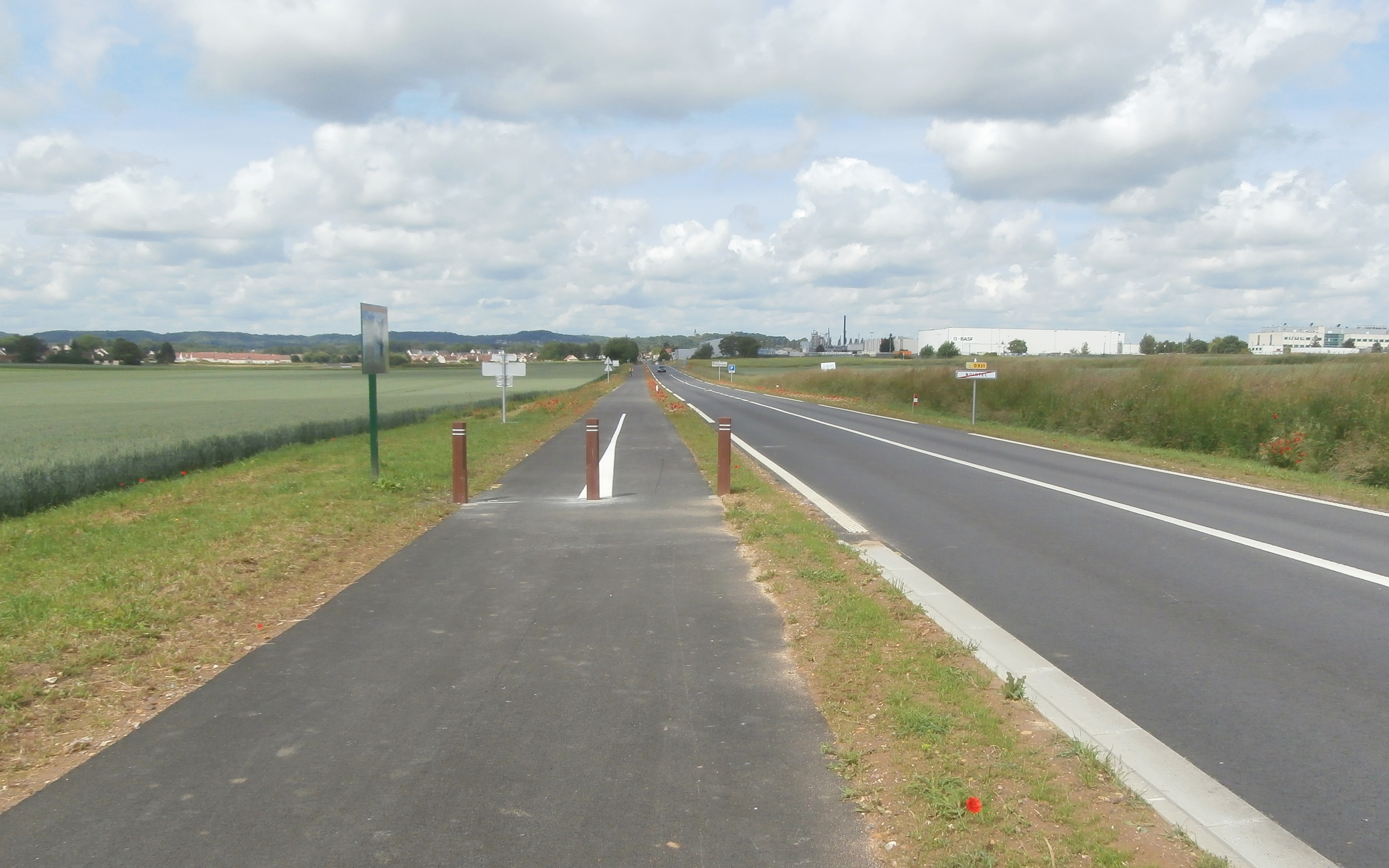
La Trans'Oise, voie verte le long de la D 931.

## Toponymie
Le nom de la localité est attesté sous les formes « Novientellum »[Quand ?], puis « Nogentellum » vers 1120, « Noingetelum » vers 1144, « Noientellum » en 1235, « Noyentellum » en 1304, « Nogentel » en 1334, « Nointel-Béchamel » vers 1700, en hommage à Louis Béchameil de Nointel, inventeur de la célèbre sauce, « Nointel-en-Beauvoisis »[Quand ?].
 
Nointel, qui signifie « petit Nogent », fut « Novientellum » à l'origine. Ce nom avait la même origine que Nogent, marquant toutefois un diminutif signifiant « petit village nouvellement crée ».
Un village homonyme se situe dans le Val-d'Oise, Nointel.
On sait que le nom de la ferme de la Couarde signifie la Queue, la Corne d'un bois (ce bois s'étendait jadis à la fois sur Nointel et Catenoy). C'est un mot fort répandu dans les régions boisées. Des documents désignent ce lieu sous ce nom en 1263, mais il se serait antérieurement appelé Juvigny.

## Histoire

### Les origines celtiques et gallo-romaines

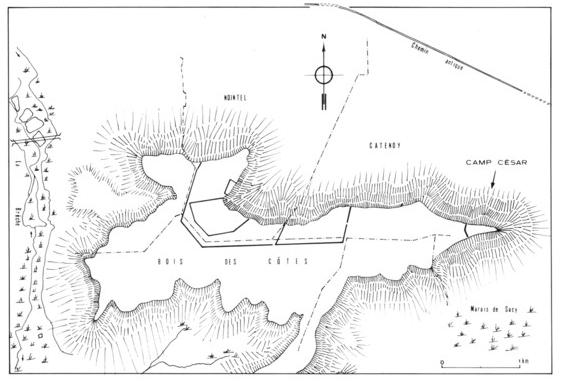
Plan du camp de César et ses environs, dans le bois des Côtes.

Selon Amédée Beaudry, la Couarde doit être un lieu très ancien, pré-celtique. Des ouvriers devaient s'y trouver, qui travaillaient pour faire des armes et des outils avec les silex retirés des carrières proches (sur les territoires actuels de Breuil-le-Sec et de Nointel). Ces silex s'y trouvaient par lits réguliers, dans la craie. Dans les galeries des carrières ont été trouvés des bois de cerfs agencés en forme de pic pour extraire les silex. Ceux-ci étaient débrutis aux abords des puits et parachevés à l'atelier de la Couarde. Les silex taillés trouvés au camp de César de Catenoy, dans la sépulture pré-celtique, provenaient très certainement des carrières creusées dans la craie au nord de Nointel. Selon les historiens, la commune avait une population celtique (bellovaque) lors de l'arrivée des Romains. Au moment de la première campagne de Jules César dans notre contrée, en 57 avant notre ère, ceux-ci ayant traversé l'Oise près de Venette, avaient suivi le val de Nointel, passant immédiatement au pied du plateau de Liancourt, et atteignant sans difficultés sérieuses la ville gauloise qui devint Beauvais. Mais en 51, empruntant le même itinéraire pour la seconde campagne contre les Bellovaques, ils ne purent sans grands risques s'aventurer dans les marais de la Brêche parce que leurs ennemis tenaient nombreux les coteaux de Clermont. César décida alors de s'établir sur ce qui constitue aujourd'hui le bois des Côtes et de préparer sa progression en attendant des renforts. Il abandonna ce très grand camp, pour commencer la poursuite des troupes de Coreus. Nointel devint, sous l'occupation gallo-romaine, un « viculus » : petit bourg ayant une administration propre. Une partie de l'ancienne chaussée Brunehaut, voie romaine Beauvais à Saint-Martin-Longueau, est encore présente sur le territoire.

### La guerre de Cent Ans et la Jacquerie
La population aurait été de 1700 âmes en 1303. On cite le village en 1164 avec Godefroy « chevalier de Nointel » ou plus exactement de « Noingetelum ». En 1270, les habitants qui avaient des terres à Catenoy furent appelés à verser une quote-part d'impôt pour payer le gîte du roi, descendu au château de Catenoy. Au XIIIe siècle la terre appartenait surtout à une famille dont le chevalier Oudart est demeuré connu. Il eut pour fils Jean de Nointel qui, du fait de ses talents, fut nommé cardinal à 23 ans, le 23 mars 1281. L'histoire le relate sous le nom de cardinal Collet ou Chollet. Il fut le promoteur du concile de Paris en 1284. Le pape le chargea de missions diplomatiques importantes. Mais il mourut jeune, en 1291 ou 1292. Ses biens servirent à la fondation, près de l'Université de Paris, du collège des Cholets, destiné aux écoliers des diocèses d'Amiens et de Beauvais. Parmi les autres seigneurs du lieu, on cite Jean de Paillart, qui y avait son manoir vers 1373, et qui possédait aussi des biens à Rantigny. Ce fief a été conservé à son tour au village. Il s'agissait également de l'époque où la guerre de Cent Ans et la Jacquerie avaient fait de nombreux ravages.
La guerre de Cent Ans (1337-1453) vit les Anglais et leurs alliés les Bourguignons s'établir à Beauvais. À plusieurs reprises ils vinrent assiéger les châteaux de Clermont et de Nointel. À chaque fois les villageois furent victimes de combats et de pillages. En 1358, à la suite de la désastreuse bataille de Poitiers de 1356, où le roi Jean le Bon fut fait prisonnier, son fils le régent, futur Charles V, rencontra à Damaslieu le prétendant au trône de France, son cousin Charles le Mauvais. L'entrevue n'eut pas de suite heureuse. Quelques jours après la Jacquerie éclatait dans le Beauvaisis. Elle était due à la grande misère du peuple qui supportait la guerre depuis 20 ans et aux excès des Grandes Compagnies. Elle groupa les non-nobles et les gens du plait pays (la campagne). Elle fut de courte durée (du 21 mai au 25 juin 1453). Cette révolte se propagea rapidement en Île-de-France et en Picardie. Elle fut conduite par Guillaume Carle, natif de Clermont ou de Mello. Le 12 juin, les révoltés sous la conduite de Calle, se trouvaient dans la plaine entre Catenoy et Nointel, au sud de la basse-Chaussée Brunhaut. Ils se heurtèrent aux troupes de Charles le Mauvais, roi de Navarre, venant de Clermont. Sur environ 4000 Jacques, plus de 3000 furent massacrés ou pendus en ce lieu qui porte toujours le nom de Champ de Bataille. Le chef Calle, attiré par traîtrise à Clermont, y fut mis à mort, ce qui acheva la répression de ces compagnons.
Par lettres datées de Montrichard, près de Tours, le 10 avril 1431, Charles VII ordonnait que seraient démolies et abattues certaines places non soutenables parmi lesquelles Nointel, Catenoy et Saint-Queux. En ce temps-là, le comté de Beauvais était la principale frontière du royaume, du fait que le Vexin et la Normandie se trouvaient aux mains du roi d'Angleterre. Or la forteresse de Nointel avait été démantelée en 1358 et ses ruines donnaient volontiers abri aux mendiants qui parcouraient les campagnes, c'est pourquoi le roi voulait la faire raser. Nointel avait un notaire, comme beaucoup de paroisses des environs.

### Époque moderne, le marquisat de Nointel

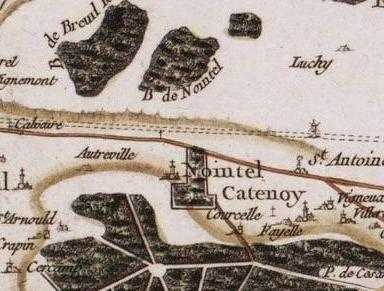
Nointel, carte de Cassini.

La seigneurie appartint aux maisons de Laval, de Nesle et d' d'Humières. En 1602 elle était à Louis de Crevant, qui la vendit à François Olier, notaire et secrétaire du roi, oncle paternel de Jean-Jacques Olier de Verneuil (> note 2). Olier agrandit son domaine à Autreville, Béronne, Gicourt, Ronquerolles et Rantigny. C'est alors qu'un nouveau château fut construit. En 1611, François Olier de Nointel obtint du monarque la création de foires et de marchés. Son fils Édouard reçut Louis XIII en son château les 22 septembre et 28 octobre 1633. L'année suivante son domaine fut érigé en marquisat comprenant avec les terres déjà citées ci-dessus, celles d'Agnetz, Boulincourt, Breuil-le-Sec et Lessier. Le marquisat, avec les fiefs d'Autreville, de Bailly-le-Bel et de la Couarde, fut cédé le 31 août 1671 par les héritiers de Charles-François Olier à Louis Béchameil de Nointel, lequel obtint la confirmation du marquisat en 1691, ou 1697 et le rétablissement des foires et marchés en 1707. L'histoire fit état d'un long procès qui se poursuivit entre ces deux petites filles et leur tante et tutrice, d'une part, et le mari de l'une des petites-filles, d'autre part, Thomas Ribault. Il réussit à conserver la direction du domaine, malgré les querelles familiales, et l'a vendu le 13 décembre 1787 au duc de Bourbon Louis-Joseph, prince de Condé, qui possédait déjà Clermont. Au début des guerres de la Révolution, les gens de ce dernier, qui lui étaient restés fidèles pendant son émigration, avertis de certains succès de l'armée des émigrés, garnirent de branches de laurier le blason à l'entrée du château. Il y eut plainte au Directoire du District de Clermont et des incidents graves à Nointel. En 1789, dans leurs cahiers de revendications les habitants ne soulèvent que des questions d'ordre économique. Ils se plaignaient de ne pouvoir travailler que 300 mines de terres labourables, 125 mines de vignes et 125 mines de parquets. D'autre part, la plupart de leurs maisons étaient couvertes en tuiles, et ils avaient été, pour ce fait, accablés par des taxes exorbitantes. Ils demandaient la modification des droits sur les boissons, la construction dans chaque village d'un tribunal arbitral pour les petites contestations, l'interdiction à tout citoyen de posséder plus d'une ferme dans le même pays, la permission de chasser les moineaux au fusil, l'achèvement de la route allant de Normandie en Champagne. Les terres relevant du marquisat de Nointel furent vendues presque toutes de 1820 à 1830. La population était de 648 habitants en 1720. Le château est rasé après les évènements de la Révolution. On y trouvait le prieuré Saint-Benoit, dépendant de l'abbaye de Molesme.

### Époque contemporaine
En 1794, sous la Terreur, le château devint prison, en même temps que ceux d'Argenlieu, Hondainville et Liancourt, pour remplacer la maison de détention établie au château de Chantilly. Il reçut 80 détenus, probablement libérés tous par la suite. Mais l'édifice fort délabré, fut démoli presque entièrement en 1808-1810. Le savant Jean-Baptiste Biot, membre de l'Académie française, de l'Académie des Inscriptions et Belles-Lettres et de l'Académie des sciences, qui avait acquis la propriété, n'habitait pas les restes du château, mais les dépendances. Il fut maire de Nointel pendant quelques années. Une troisième château fut exécuté dans le goût moderne, en 1903, à proximité des deux précédents, faisant face au nord, alors que les deux autres faisaient face à l'est. La commune fut du canton de Sacy-le-Grand dès 1790, puis de celui de Bailleul-le-Soc du 15 octobre 1801 au 16 mars 1803, ensuite de celui de Liancourt. La population avait diminué à la fin du XIXe siècle, étant réduite à 506 en 1891. Une demande de rattachement de la commune au canton de Clermont fut présentée en 1947, mais n'eut pas de suite. Autrefois uniquement occupée à la terre, cette population trouve dans les années 1960 son emploi en grande partie aux usines et aux établissements voisins, à Clermont et Labruyère. En 1962, la population se chiffrait à 686 habitants, dont 18 seulement hors de l'agglomération.
La gare de Nointel fut inaugurée en 1870 sur la ligne de Clermont à Compiègne. Elle fermera ses portes en 1939, à cause de la Seconde Guerre mondiale. À la suite du projet crée dans les années 1980, la déviation du village de la route nationale 31 a été inaugurée en 2012.

## Politique et administration
| Période                                  | Période                   | Identité        | Étiquette | Qualité                    |
| ---------------------------------------- | ------------------------- | --------------- | --------- | -------------------------- |
| Les données manquantes sont à compléter. |                           |                 |           |                            |
| 1925                                     | 1945                      | Armand Dupuis   | RRRS      | député, conseiller général |
| Les données manquantes sont à compléter. |                           |                 |           |                            |
|                                          | mars 2001                 | Paul Beauvais   |           |                            |
| mars 2001                                | mai 2020                  | Philippe Ladam  | PS        | Professeur de lettres      |
| mai 2020                                 | En cours (au 26 mai 2020) | Hélène Dufranne |           |                            |

## Population et société

### Démographie

#### Évolution démographique
L'évolution du nombre d'habitants est connue à travers les recensements de la population effectués dans la commune depuis 1793. Pour les communes de moins de 10 000 habitants, une enquête de recensement portant sur toute la population est réalisée tous les cinq ans, les populations de référence des années intermédiaires étant quant à elles estimées par interpolation ou extrapolation. Pour la commune, le premier recensement exhaustif entrant dans le cadre du nouveau dispositif a été réalisé en 2004.

En 2022, la commune comptait 1 156 habitants, en évolution de +15,83 % par rapport à 2016 (Oise : +0,87 %, France hors Mayotte : +2,11 %).
| 1793 | 1800 | 1806 | 1821 | 1831 | 1836 | 1841 | 1846 | 1851 |
| ---- | ---- | ---- | ---- | ---- | ---- | ---- | ---- | ---- |
| 680  | 629  | 660  | 650  | 649  | 613  | 597  | 503  | 589  |

| 1856 | 1861 | 1866 | 1872 | 1876 | 1881 | 1886 | 1891 | 1896 |
| ---- | ---- | ---- | ---- | ---- | ---- | ---- | ---- | ---- |
| 586  | 543  | 532  | 519  | 513  | 549  | 552  | 506  | 466  |

| 1901 | 1906 | 1911 | 1921 | 1926 | 1931 | 1936 | 1946 | 1954 |
| ---- | ---- | ---- | ---- | ---- | ---- | ---- | ---- | ---- |
| 458  | 449  | 426  | 466  | 491  | 454  | 515  | 555  | 578  |

| 1962 | 1968 | 1975 | 1982 | 1990  | 1999  | 2004  | 2006  | 2009  |
| ---- | ---- | ---- | ---- | ----- | ----- | ----- | ----- | ----- |
| 686  | 689  | 718  | 885  | 1 041 | 1 035 | 1 008 | 1 004 | 1 009 |

| 2014  | 2019  | 2022  | - | - | - | - | - | - |
| ----- | ----- | ----- | - | - | - | - | - | - |
| 1 008 | 1 092 | 1 156 | - | - | - | - | - | - |

#### Pyramide des âges
En 2018, le taux de personnes d'un âge inférieur à 30 ans s'élève à 29,4 %, soit en dessous de la moyenne départementale (37,3 %). À l'inverse, le taux de personnes d'âge supérieur à 60 ans est de 27,8 % la même année, alors qu'il est de 22,8 % au niveau départemental.
En 2018, la commune comptait 529 hommes pour 532 femmes, soit un taux de 50,14 % de femmes, légèrement inférieur au taux départemental (51,11 %).
Les pyramides des âges de la commune et du département s'établissent comme suit.
| Hommes | Classe d’âge | Femmes |
| ------ | ------------ | ------ |
| 0,6    | 90 ou +      | 1,1    |
| 5,7    | 75-89 ans    | 5,3    |
| 21,1   | 60-74 ans    | 21,9   |
| 22,2   | 45-59 ans    | 22,8   |
| 20,4   | 30-44 ans    | 20,1   |
| 12,9   | 15-29 ans    | 11,1   |
| 17,1   | 0-14 ans     | 17,7   |

| Hommes | Classe d’âge | Femmes |
| ------ | ------------ | ------ |
| 0,5    | 90 ou +      | 1,4    |
| 5,5    | 75-89 ans    | 7,6    |
| 15,6   | 60-74 ans    | 16,3   |
| 20,8   | 45-59 ans    | 20     |
| 19,4   | 30-44 ans    | 19,4   |
| 17,6   | 15-29 ans    | 16,2   |
| 20,6   | 0-14 ans     | 19,1   |

## Lieux et monuments

### Monuments historiques

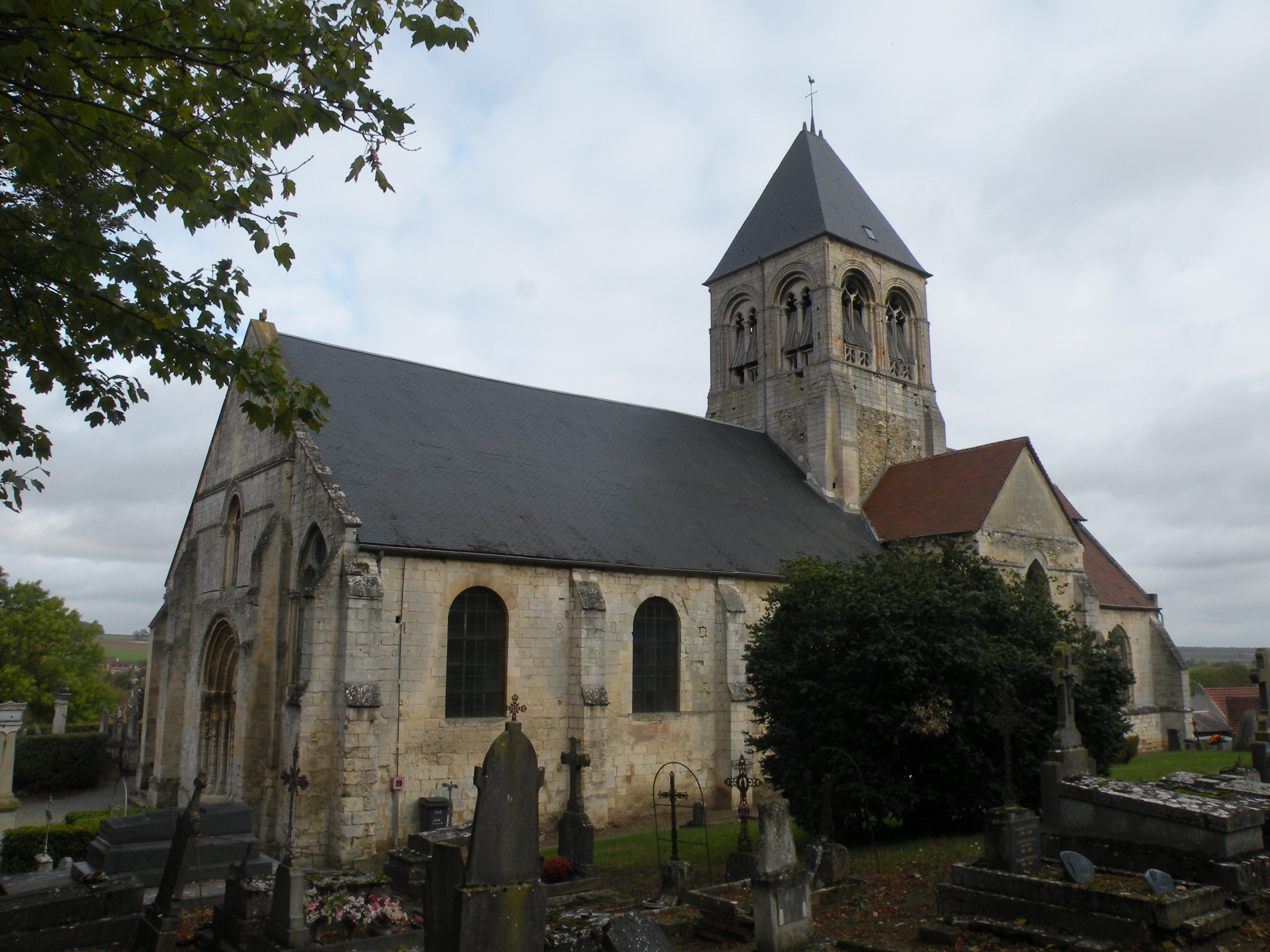
L'église Saint-Vaast.
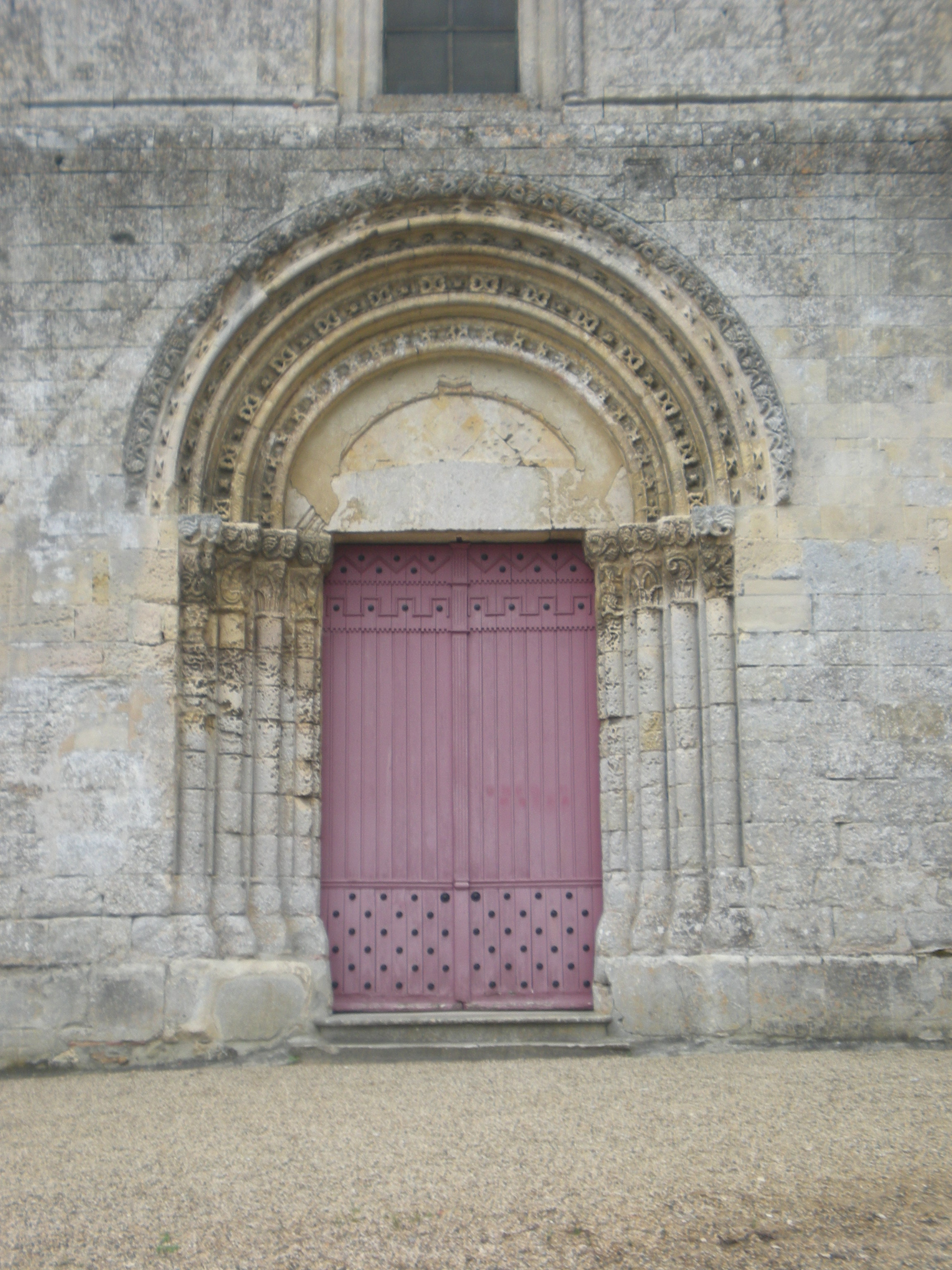
Le portail roman de l'église.
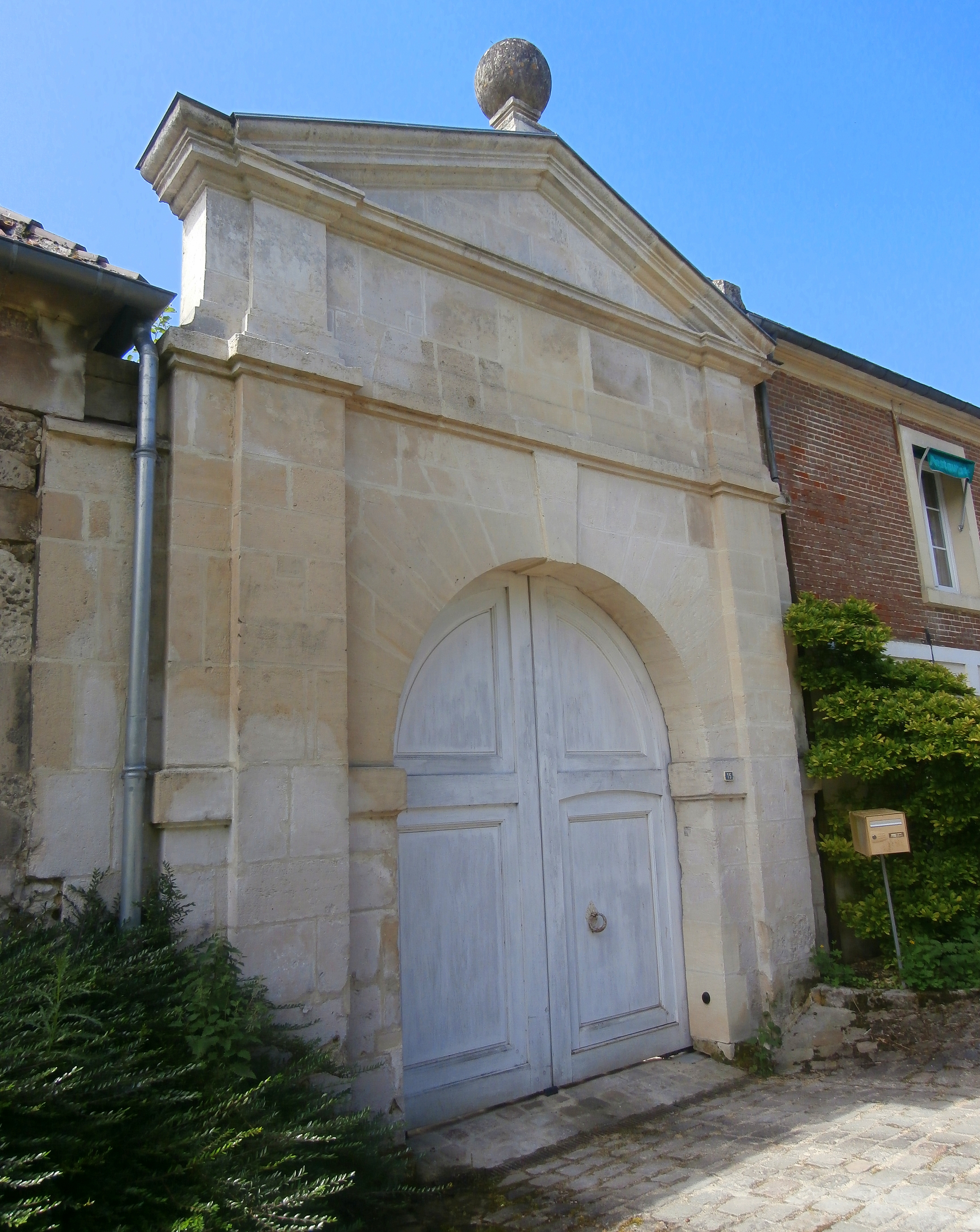
Porche de la ferme du marquisat de Nointel, près de la mairie.

La commune de Nointel compte trois monuments historiques sur son territoire.
- L'église Saint-Vaast (inscrite à l'inventaire des monuments historiques depuis 1927[36]) : C'est un édifice assez spacieux, qui réunit presque tous les styles architecturaux du roman au classique, sauf la Renaissance. Le plan est régulier, et s'inscrit dans un rectangle, avec une subdivision nette entre nef, transept et chœur. Il y a un vaisseau central et deux collatéraux sur toute la longueur. Mais en regardant les détails, il se revèle aisément que pratiquement aucune partie de l'église n'est homogène, à l'exception du chœur, qui constitue un intéressant témoignage du style rayonnant tardif. Sa vaste baie du chevet présente un exceptionnel remplage à cinq lancettes. La base du clocher conserve une voûte d'ogives romane archaïque, qui a été fortement remaniée. La nef séduit par ses grandes arcades portées à la même hauteur que les murs latéraux, et des piliers gothiques et toscans s'y font face sans rompre l'harmonie de l'ensemble. Les voûtes sont seulement factices et peuvent être qualifiées de néogothiques. À l'extérieur de l'église, la façade occidentale de la nef constitue l'élément le plus remarquable. Elle date des années 1120 / 1130 et comporte un portail et une fenêtre richement décorés. Le clocher central date de la même époque. Fait assez rare, il a été rédécoré à la période flamboyante sans reconstruction réelle[b 9],[37].
- Le camp de César : Les restes du camp romain sont classés depuis 1937[38].
- Ancienne ferme du marquisat de Nointel : La ferme, qui comprend un pigeonnier et un porche, est inscrite monument historique depuis 1992[39].

### Autres éléments du patrimoine

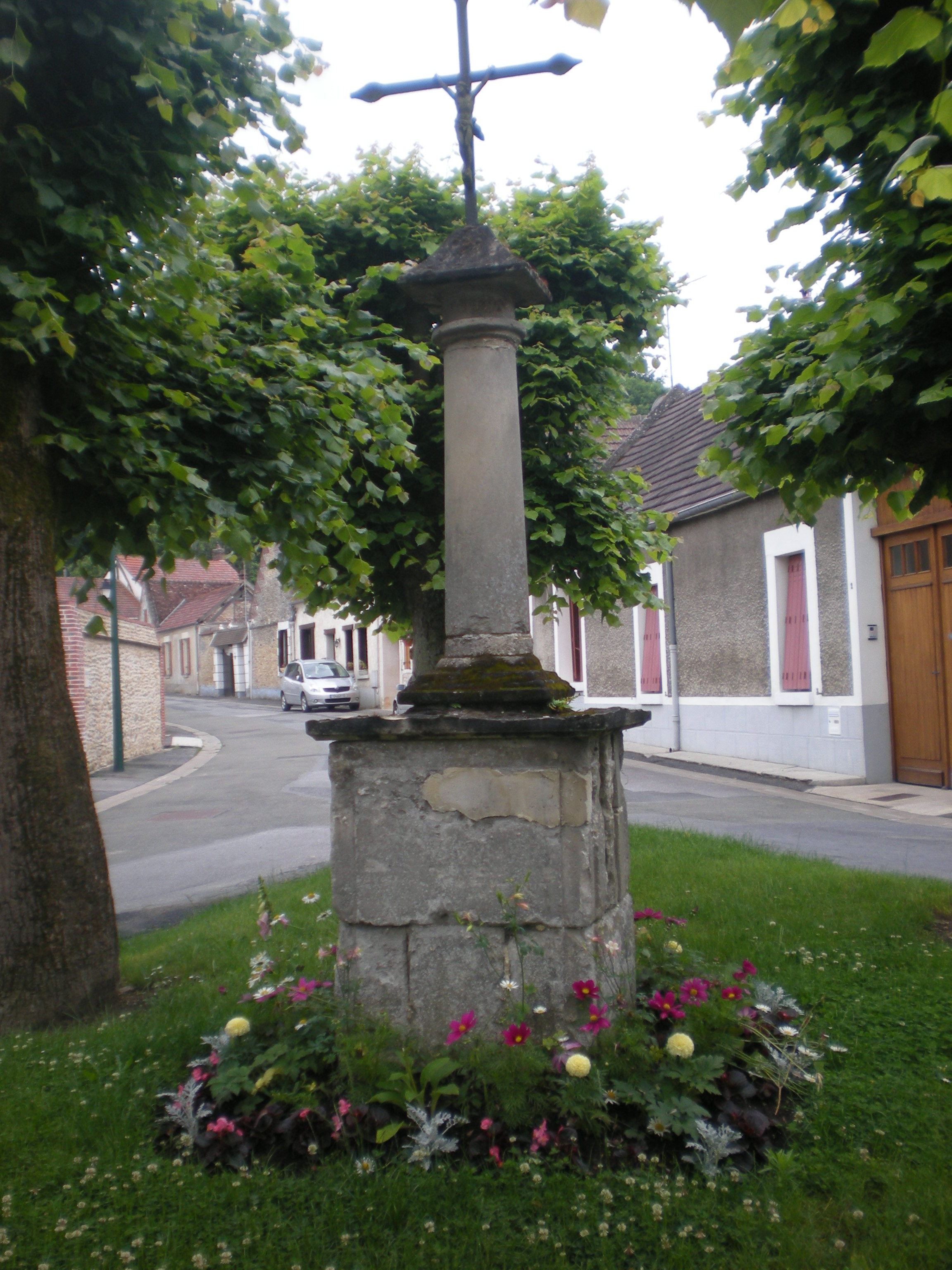
Calvaire, rue du Saulon.
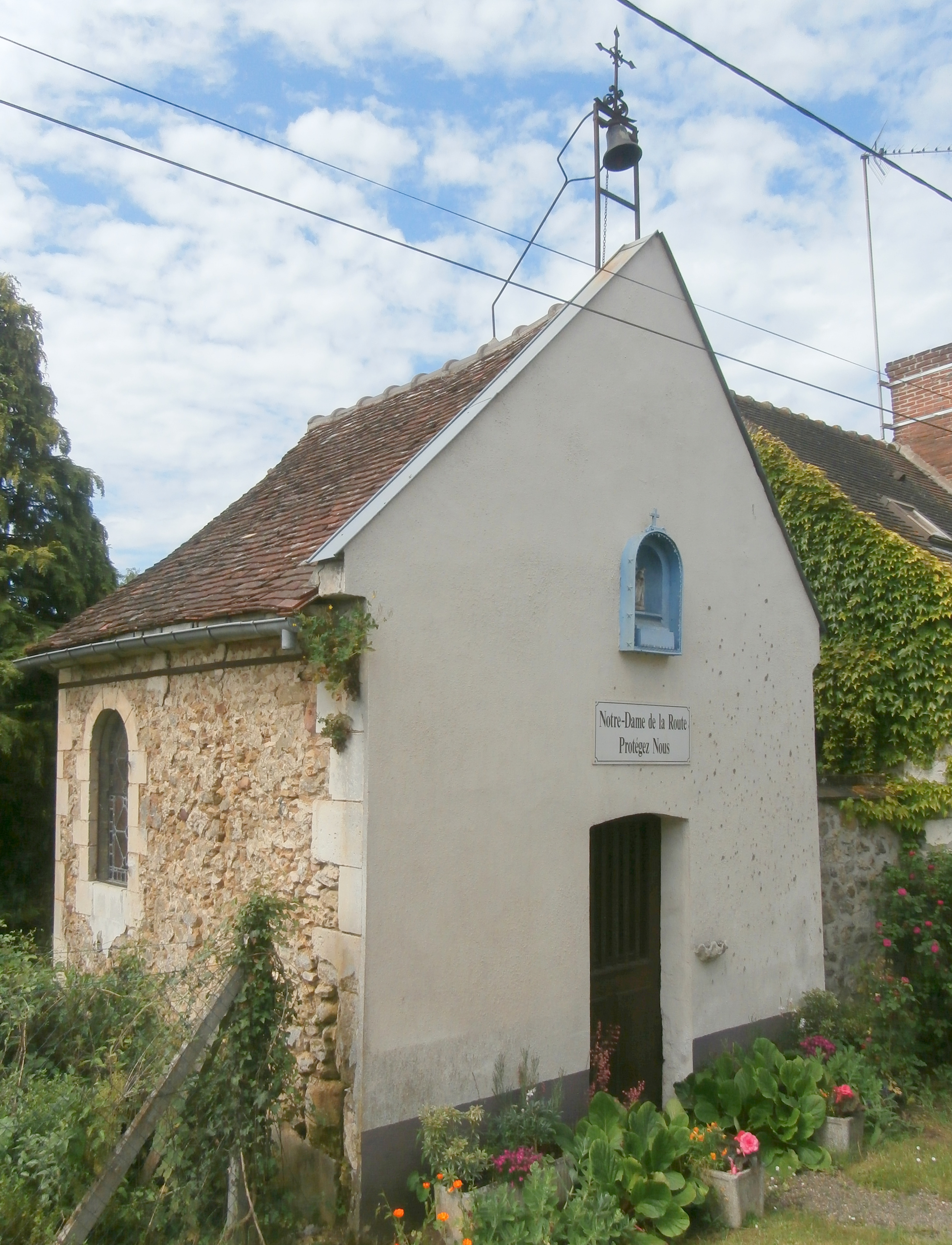
Chapelle Notre-Dame-de-la-Route, sur l'ancienne route nationale 31.
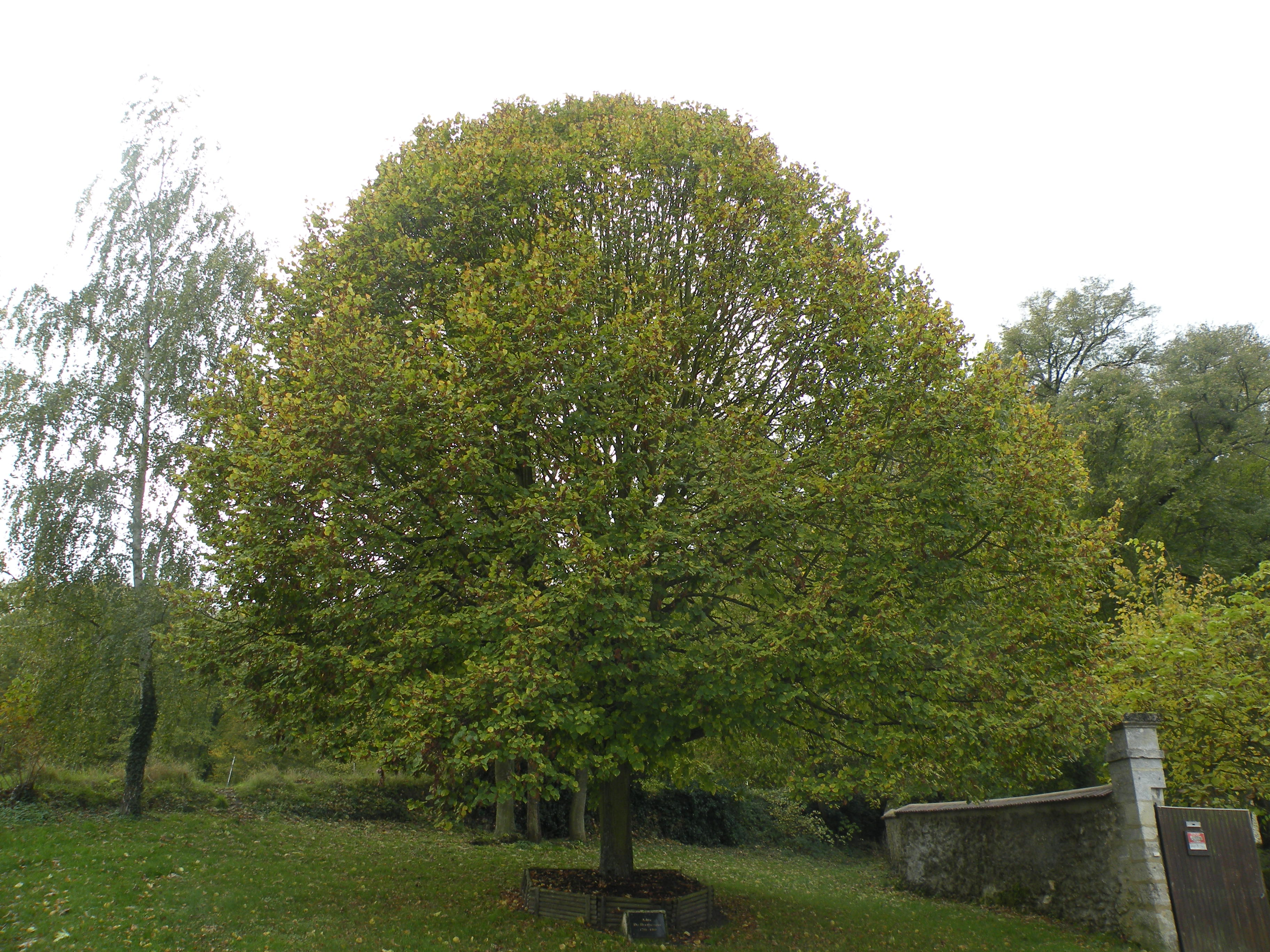
Arbre du Bicentenaire.
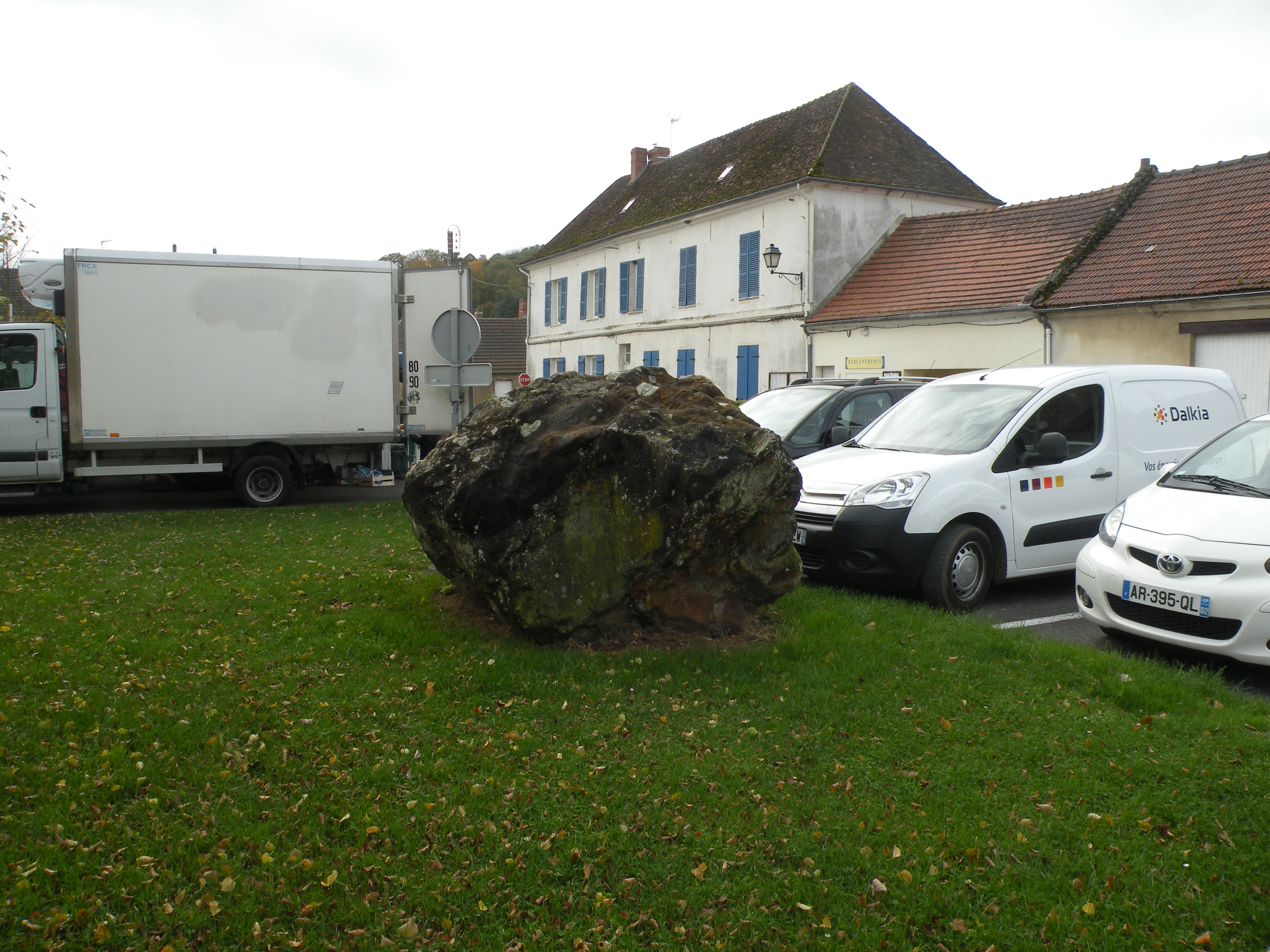
Rocher.
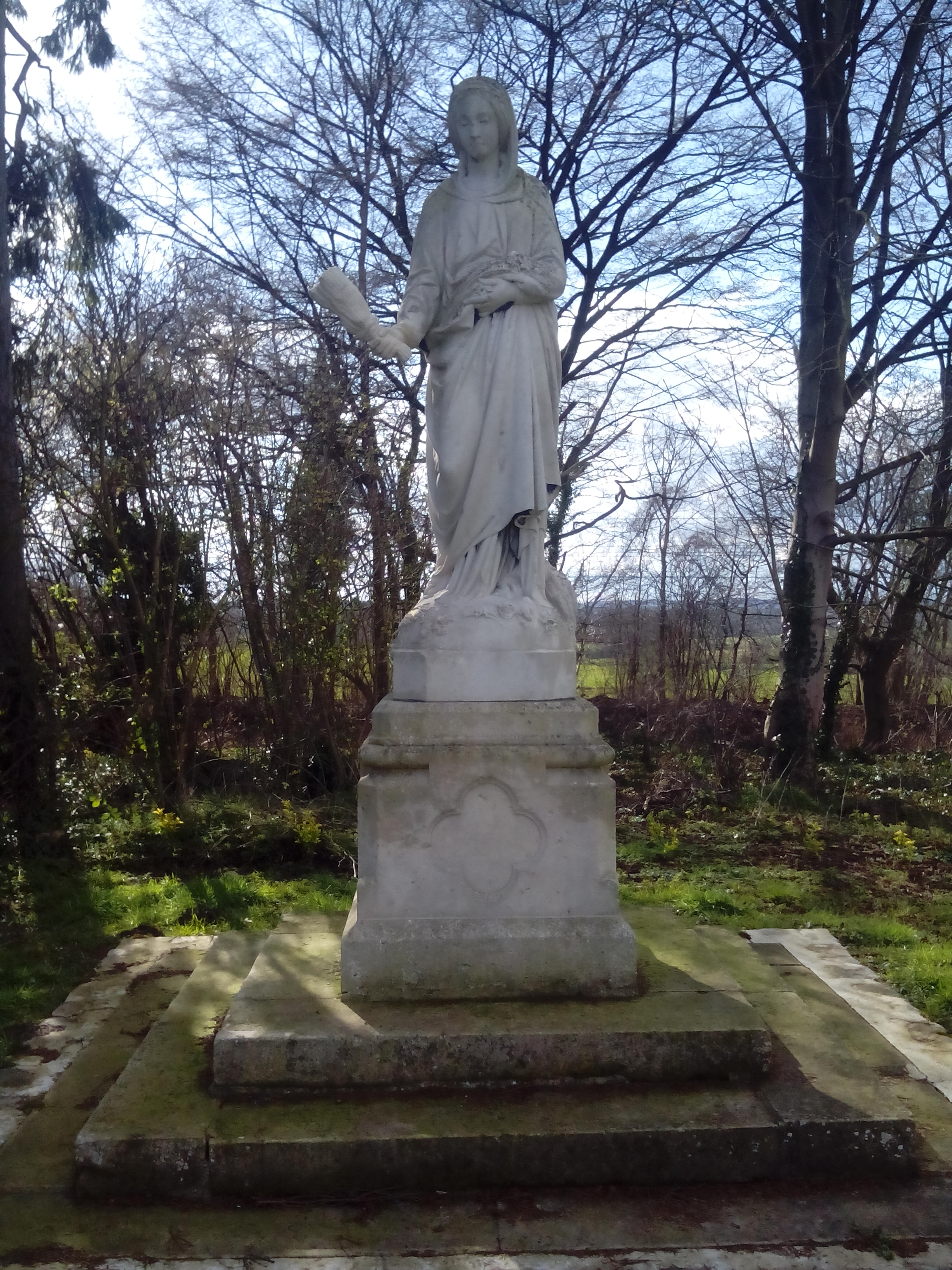
Statue devant la voie de chemin de fer

- Château de Nointel : Ce château, dont le propriétaire est le chanteur compositeur Renaud Siry. C'est le 3e château construit à cet emplacement, les deux précédents ayant brûlé pendant des guerres. Dans ce château se trouve le Musée de l'automobile miniature réunissant plus de 5000 voitures de collection, inauguré en 1986 par Jean-Pierre Beltoise. Le jardin d'agrément est inscrit au pré-inventaire des jardins remarquables[40].
- Chapelle Notre-Dame-de-la-Route : chapelle du XIVe siècle située en bordure de la route nationale 31 (déclassée en D 931). La tradition est d'y faire procession en partant de l'église, le dimanche qui suit le 6 septembre.
- Calvaire, à l'angle rue du Saulon et de l'impasse de l'Église.
- Arbre du Bicentenaire.
- Rocher.

## Personnalités liées à la commune
- Marquis de Béchameil : en 1670, acheta le marquisat de Nointel, fut maître d'hôtel de Louis XIV. Selon la légende locale, c'est dans ce paisible village qu'il trouva une sauce béchamel qui porte son nom aujourd'hui (véracité de ce fait contestée). Cette sauce fut créée dans le château de Nointel.
- Le physicien, astronome et mathématicien Jean-Baptiste Biot fut maire de Nointel, mais dut démissionner en 1830.
- La speakerine et présentatrice télé Évelyne Leclercq, native de la commune.